# Kevin Retamar
Kevin Nicolás Retamar (Concepción del Uruguay, Argentina, 6 de febrero de 1999) es un futbolista argentino que se desempeña como delantero en Independiente Rivadavia de la Primera Division de Argentina.

## Carrera

### Sportivo Las Parejas
Tras su salida de Barracas se confirma su llegada al Sportivo Atlético Club para disputar el Torneo Federal A 2021. En total disputa 21 partidos en los que no convirtió goles. Termina consiguiendo el ascenso, el primero en su carrera.

### Ferro
Se confirma su llegada al club de Caballito para disputar el Campeonato de Primera Nacional 2023, firma un contrato hasta diciembre del 2023. Debutó como titular en la primera fecha ante Gimnasia y Esgrima de Jujuy con la 7 en la espalda, es sustituido a los 36 minutos del segundo tiempo sin haber convertido goles. En la siguiente fecha convertiría su primer gol con el club, siendo Quilmes su rival.En total, en Ferro disputó 63 partidos con 13 goles.

## Estadísticas

### Clubes
Actualizado hasta su último partido disputado el 20 de julio de 2025.
| Club                               | Div.          | Temporada     | Liga  | Liga  | Liga   | Copas nacionales | Copas nacionales | Copas nacionales | Torneos internacionales | Torneos internacionales | Torneos internacionales | Total | Total | Total  |
| Club                               | Div.          | Temporada     | Part. | Goles | Asist. | Part.            | Goles            | Asist.           | Part.                   | Goles                   | Asist.                  | Part. | Goles | Asist. |
| ---------------------------------- | ------------- | ------------- | ----- | ----- | ------ | ---------------- | ---------------- | ---------------- | ----------------------- | ----------------------- | ----------------------- | ----- | ----- | ------ |
| Juventud Unida (G) Argentina       | 3.ª           | 2018-19       | 5     | 0     | 0      | —                | —                | —                | —                       | —                       | —                       | 5     | 0     | 0      |
| Juventud Unida (G) Argentina       | Total club    | Total club    | 5     | 0     | 0      | 0                | 0                | 0                | 0                       | 0                       | 0                       | 5     | 0     | 0      |
| Gimnasia y Esgrima (CdU) Argentina | 3.ª           | 2019-20       | 19    | 1     | 0      | —                | —                | —                | —                       | —                       | —                       | 19    | 1     | 0      |
| Gimnasia y Esgrima (CdU) Argentina | Total club    | Total club    | 19    | 1     | 0      | 0                | 0                | 0                | 0                       | 0                       | 0                       | 19    | 1     | 0      |
| Sportivo Las Parejas Argentina     | 3.ª           | 2021          | 21    | 0     | 2      | —                | —                | —                | —                       | —                       | —                       | 21    | 0     | 2      |
| Sportivo Las Parejas Argentina     | Total club    | Total club    | 21    | 0     | 2      | 0                | 0                | 0                | 0                       | 0                       | 0                       | 21    | 0     | 2      |
| Atlético Paraná Argentina          | 4.ª           | 2021-22       | 14    | 6     | 0      | —                | —                | —                | —                       | —                       | —                       | 14    | 6     | 0      |
| Atlético Paraná Argentina          | Total club    | Total club    | 14    | 6     | 0      | 0                | 0                | 0                | 0                       | 0                       | 0                       | 14    | 6     | 0      |
| C. A. Güemes Argentina             | 2.ª           | 2022          | 24    | 7     | 0      | 1                | 0                | 0                | —                       | —                       | —                       | 25    | 7     | 0      |
| C. A. Güemes Argentina             | Total club    | Total club    | 24    | 7     | 0      | 1                | 0                | 0                | 0                       | 0                       | 0                       | 25    | 7     | 0      |
| Ferro Carril Oeste Argentina       | 2.ª           | 2023          | 25    | 2     | 3      | —                | —                | —                | —                       | —                       | —                       | 25    | 2     | 3      |
| Ferro Carril Oeste Argentina       | 2.ª           | 2024          | 38    | 11    | 7      | —                | —                | —                | —                       | —                       | —                       | 38    | 11    | 7      |
| Ferro Carril Oeste Argentina       | Total club    | Total club    | 63    | 13    | 10     | 0                | 0                | 0                | 0                       | 0                       | 0                       | 63    | 13    | 10     |
| Independiente Rivadavia Argentina  | 1.ª           | 2025          | 14    | 4     | 3      | 2                | 1                | 0                | —                       | —                       | —                       | 16    | 5     | 3      |
| Independiente Rivadavia Argentina  | Total club    | Total club    | 14    | 4     | 3      | 2                | 1                | 0                | 0                       | 0                       | 0                       | 16    | 5     | 3      |
| Total carrera                      | Total carrera | Total carrera | 160   | 31    | 15     | 3                | 1                | 0                | 0                       | 0                       | 0                       | 163   | 32    | 15     |
| 1.                                 |               |               |       |       |        |                  |                  |                  |                         |                         |                         |       |       |        |